# 射撃残渣
射撃残渣（しゃげきざんさ、英語: gun shot residue、GSR）とは、銃器の射撃を行った際に生じる粒子の総称で、発射薬成分や雷管用火薬の燃焼残渣、および弾丸が銃腔を通る際に生じる金属残渣等が含まれる。発射残渣とも呼ばれる。

## 概要
一般的なトリシネート系実包を射撃した際には、鉛、アンチモン、バリウムを多量に含んだ金属粒子が発生する。このような粒子（発射残渣）は一般的に環境中から検出されないとされており、射撃の客観的な証拠となりうる。検出においては、走査型電子顕微鏡とエネルギー分散型検出器から成る装置に粒子解析システムを組み合わせた自動分析が主流となっている。以前には発砲の際に発生する硝酸塩をジフェニルアミン等の試薬で検出する方法がとられていたが、花火やライターなどでも陽性を示すこともあり現在は行われていない。